# Atom Man vs. Superman
Atom Man vs. Superman es un cine serial estadounidense de 1950 y la segunda serie cinematográfica de Superman protagonizada por Kirk Alyn, acreditado (como en la serie anterior) solo por el nombre de su personaje, Superman.
Cuando Lex Luthor chantajea a la ciudad de Metrópolis amenazando con destruirla, Perry White, editor del Daily Planet, asigna a Lois Lane, Jimmy Olsen y Clark Kent para cubrir la historia.  El primer capítulo fue estrenado en julio de 1950. 

## Argumento
Lex Luthor, bajo su identidad "Atom Man", inventa una serie de dispositivos letales para atacar la ciudad, incluida una máquina desintegradora que puede reducir a las personas a átomos, y volver a ensamblarlos en otro lugar. Superman consigue frustrar todos sus planes. Como la kriptonita puede robarle a Superman sus poderes, Luthor decide crear una kriptonita sintética y consigue los ingredientes necesarios: plutonio, radio y el indefinido «etc.». Luthor oculta la kriptonita en el evento de lanzamiento de una nave, con Superman presente. Al ser expuesto a la kriptonita, se desmaya. Superman es llevado en una ambulancia conducida por los secuaces de Luthor, y ahora está bajo su control. Colocan a Superman en un dispositivo, tiran de una palanca y el Hombre de Acero desaparece en "La Perdición Vacía".

## Reparto
- Kirk Alyn como Kal-El / Clark Kent / Superman
- Noel Neill como Lois Lane
- Lyle Talbot como Lex Luthor / Hombre Átomo
- Tommy Bond como Jimmy Olsen
- Pierre Watkin como Perry White
- Jack Ingram como Foster
- Don C. Harvey como Albor
- Rusty Wescoatt como Carl
- Terry Frost como Baer
- Wally West como Dorr
- Paul Stader como "Asesino" Lawson
- George Robotham como conde

Noel Neill volvería al papel de Lois Lane en 1953, reemplazando a Phyllis Coates en la segunda a la sexta (y última) temporada de Las aventuras de Superman, y sería el modelo para la estatua de Lois Lane de 2010 en Metropolis, Illinois.

## Producción

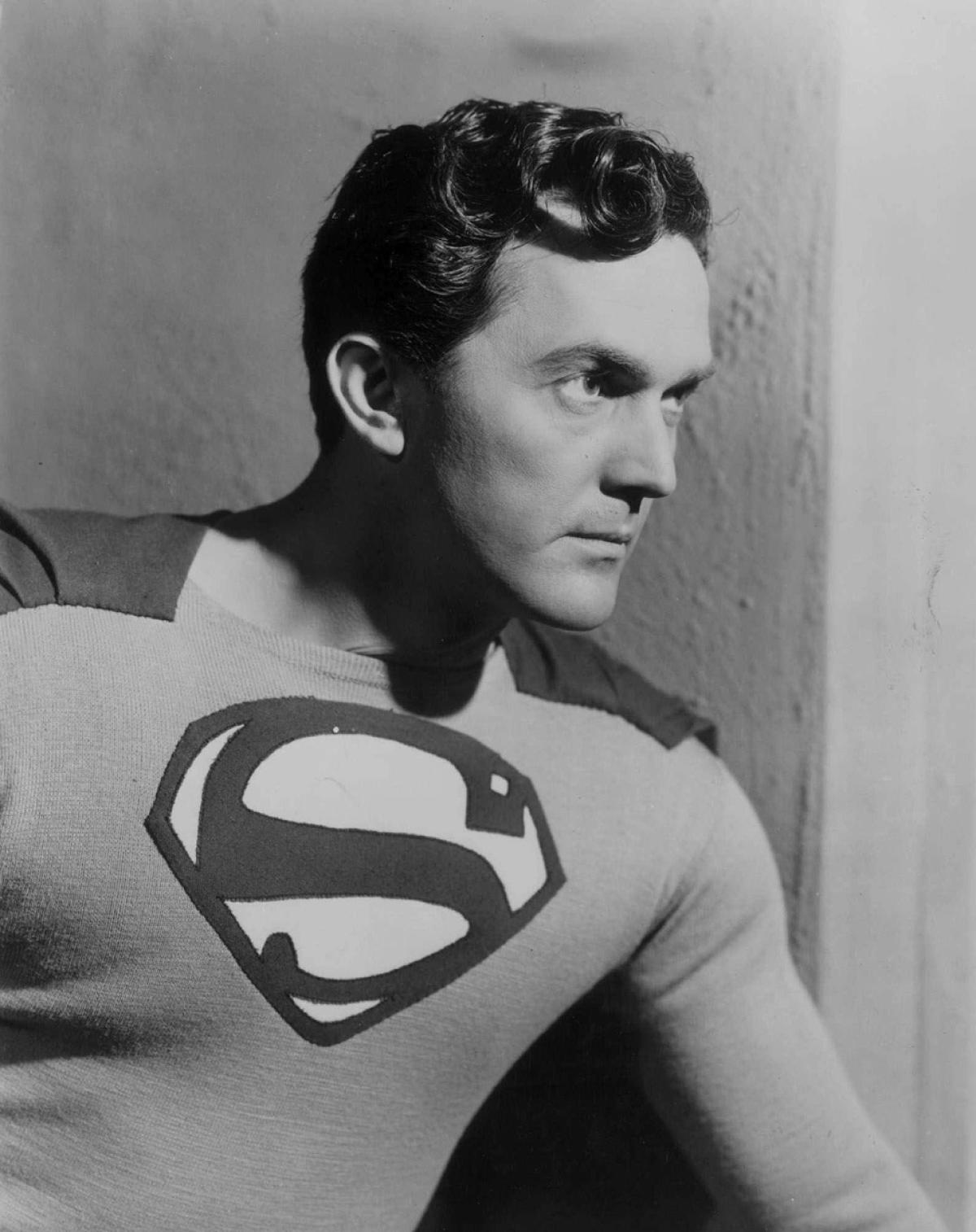
Kirk Alyn como Superman

Lyle Talbot, quien previamente había interpretado al Comisionado Jim Gordon en la serie de Columbia Batman y Robin de 1949, aquí interpreta a Lex Luthor (y también al alter ego de Luthor, "Atom Man").
Con su disfraz de "Hombre Átomo", Talbot, interpretando a Luthor, utiliza un acento vagamente alemán y lleva una máscara siniestra hecha a partir de un disfraz de robot "Hombre Metallogénico" que había quedado de El Monstruo y el Mono de 1945.
Talbot (Lex Luthor), que llevaba un cuero cabelludo de goma para crear la impresión de calvicie, y Alyn (Superman) pasaban gran parte de su tiempo, cuando no estaban filmando, intercambiando recetas, ambos actores compartían un interés por la cocina.

### Efectos especiales
La escena final muestra a Metrópolis bajo ataque por platillos voladores "mal animados" y un torpedo.
Los efectos de vuelo fueron mejorados algo en esta película en comparación con la original, gracias al simple recurso de voltear la cámara hacia un lado. Kirk Alyn se encontraba con los brazos en alto frente a un ciclorama, mientras una máquina de viento y un generador de humo estaban colocados sobre él (fuera de cuadro). Esto dio una ilusión de vuelo económica. Las tomas más largas continuaron utilizando la animación de dibujos animados del Hombre de Acero.

## Recepción
En su libro The Great Movie Serials, Jim Harman y Donald F. Glut describen la serie como "mucho más efectista y propensa a los gadgets" que la primera serie de Superman. También señalan que la película tenía el defecto de ser barata, característica de las producciones de Katzman.

## Medios domésticos
En 2006, la serie Atom Man vs. Superman todavía estaba disponible para su compra en formato de video VHS, donde se lanzó por primera vez en 1989 como un paquete de dos cintas. La serie también se ofreció disponible en dos cintas VHS separadas como Volumen 1 (Capítulos 1 a 7) y Volumen 2 (Capítulos 8 a 15). Fue lanzado oficialmente en DVD por Warner Home Video, junto con su predecesor, Superman de 1948, el 28 de noviembre de 2006 como Superman - The Theatrical Serials Collection.
Dado que el lanzamiento en DVD anterior de 2006 estuvo agotado durante algunos años, el 9 de octubre de 2018 las series se relanzaron como DVD fabricados a pedido (MOD) de Warner Archive Collection.

## Episodios
1. Superman Flies Again (Superman vuela de nuevo)
2. Atom Man Appears (Aparece Atom Man)
3. Ablaze In The Sky (Ardiendo en el cielo)
4. Superman Meets Atom Man (Superman conoce a Atom Man)
5. Atom Man Tricks Superman (Atom Man engaña a Superman)
6. Atom Man's Challenge (El desafío de Atom Man)
7. At The Mercy Of Atom Man (A merced de Atom Man)
8. Into The Empty Doom (Hacia la perdición vacía)
9. Superman Crashes Through (Superman se abre paso)
10. Atom Man's Heat Ray (El rayo de calor de Atom Man)
11. Luthor's Strategy (La estrategia de Luthor)
12. Atom Man Strikes (Atom Man ataca)
13. Atom Man's Flying Saucers (Los platillos voladores de Atom Man)
14. Rocket Of Vengeance (Cohete de venganza)
15. Superman Saves The Universe (Superman salva el universo)